# Prata di Pordenone
Prata di Pordenone – miejscowość i gmina we Włoszech, w regionie Friuli-Wenecja Julijska, w prowincji Pordenone.
Według danych na rok 2004 gminę zamieszkiwały 6963 osoby, 316,5 os./km².

## Współpraca
Miejscowość partnerska:
- Floreffe, Belgia